# 凯瑟琳·康奈尔
凯瑟琳·康奈尔（英語：Katharine Cornell，1893年2月16日—1974年6月9日），女，美国演员。曾获得托尼奖最佳话剧女主角。